# Słobódka Janowska
Słobódka Janowska (ukr. Слобі́дка) – wieś położona na Ukrainie w obwodzie tarnopolskim, w rejonie tarnopolskim nad prawym brzegu Seretu na południe od Janowa Trembowelskiego.
Do 2020 w rejonie trembowelskim.

## Pochodzenie nazwy
Etymologia nazwy „Słobódka” oznacza osadę zwolnioną na pewien czas od podatku, była to forma zachęcania chłopów do osiedlania się na nowych terenach, w przypadku Podola często wyludnionych wskutek najazdów Tatarów i wojen XVI i XVII w. Ze wsią sąsiadował w przeszłości nieistniejący obecnie i położony na południe przysiółek Zniesienie, wyludniony po II wojnie światowej. Według miejscowej legendy nazwa „Zniesienie” pochodziła od potyczki pomiędzy wysłanym na rekonesans oddziałem polskim z leżącego na południu zamku w Budzanowie a podjazdem tatarskim. W pobliżu ujścia płynącego przez wieś Potoku Mogielnickiego do Seretu doszło do zniszczenia („zniesienia”) oddziału polskiego przez Tatarów.

## Historia wsi

### Do wieku XIX
Słobódka była wzmiankowana podobno w 1497 r. Na mapie „Ukrainae Pars, quae Podolia Palatinatus Vulgo dictur” Francuza Guillaume’a le Vasseur de Beauplana powstałej ok. 1648 Słobódka jest umieszczona jako „Słoboda” na północ od zamku i miasta Janów (Janów Trembowelski, obecnie ukr. Долина) na lewym brzegu Seretu.
Do roku 1809 istniała we wsi osobna parafia greckokatolicka, włączona następnie w obręb parafii janowskiej. Znajdował się również budynek cerkwi zniszczony prawdopodobnie w XIX w. Mieszkańcy wyznania rzymskokatolickiego przynależeli do parafii rzymskokatolickiej w Janowie pw św. Trójcy erygowanej w 1611 r. Podział wyznaniowy był tożsamy z podziałem narodowościowym mieszkańców wsi – za Rusinów (a następnie za Ukraińców) uznawano grekokatolików, wyznawcy rzymskokatoliccy byli Polakami. Zawierano liczne małżeństwa mieszane, częstym zjawiskiem było noszenie tego samego nazwiska przez zarówno rodziny uważane za ukraińskie, jak i przez rodziny polskie.

### Dane z metryk
Nazwiska mieszkańców wsi odnotowane w księdze urodzeń parafii janowskiej z lat 1741–1784: Słysz, Pindera (Pindara), Litwin, Niewesół, Drozdowski, Osowski, Paralusz, Jędorowicz, Stankiewicz, Wróblewski, Kędzierewicz (Kindzierewicz), Matawski. Według danych Metryki Józefińskiej z 1788 r., istniało wówczas we wsi 49 domostw, dwór hrabiego Skarbka, dwór księdza, cerkiew z cmentarzem i karczma.
Nazwiska mieszkańców wsi odnotowane w Metryce Józefińskiej w 1788 r.: Attaman, Zychówka, Matawski, Gaszuk, Wścisło, Marsoluk, Hadeńczuk, Zadorożny, Sowiński, Furmanowicz, Wasyluk, Wasylik, Pindera, Miechkota, Car, Słobodzian, Leszczyszyn (Łęczyszyn), Drozdowski, Piestrak, Salij, Kiendzierewicz (Kędzierewicz), Hucal, Osowski, Wróblewski, Paralusz, Gach, Szablowski (Szabłowski), Maksymich (Maksymiak), Pańkowy, Kowal, Prasołowy, Ilkowy, Gumienny, Pastuch, Prasołowicz, Kasztelli, Kaszoida, Wareniuk, Pirog, Popowicz, Rokosz, Kamieński, Lis, Jamnik, Tisło, Szewc, Hryciowy.
W 1819 r. wieś stanowiła własność hr. Tekli Janiszewskiej, według Metryki Franciszkańskiej liczyła 93 gospodarstwa chłopskie, dwór księdza i dwór właściciela wsi, dwie karczmy i cerkiew.
Nazwiska mieszkańców wsi odnotowane w Metryce Franciszkańskiej w 1819 r.: Ataman, Klonowski, Oleksewicz (Aleksiewicz), Zychówka, Wasylik, Kapnik, Pankow, Grocholski, Pindera, Kindzierowicz (Kędzierewicz), Hucuł, Męczyński, Furmanowicz, Śnieżek, Paralusz, Słobodzian, Miechkota, Wróblewski, Rogowski, Litwin, Szewc, Dysiewicz, Łęczyszyn, Dziurman, Faryon, Szabłowski, Gach, Pirożek, Pańków, Semków, Mularski, Kryszczycha, Osowski, Mazur, Skokun, Maksymow, Marcinów, Szałapata, Prasołowicz, Baycar, Słoń, Ilczyszyn, Harasyn, Kasztelli, Kaszoida, Zadorożny, Pańczak, Pirog, Kamiński, Powszek, Fedoryszyn, Biliński, Rokosz, Grama, Jamnik, Marsaluk, Maksymiak.
W 1848 r. na obszarze Cesarstwa Austriackiego dokonano zniesienia pańszczyzny, na pamiątkę tego wydarzenia na centralnym placu wsi ustawiono pamiątkowy krzyż istniejący do chwili obecnej. W związku z prowadzoną w 1852 r. egzekucją należności roszczeń cywilnych przeciwko hrabiemu Janowi Skarbkowi dokonano oszacowania stanowiących jego własność nieruchomości na terenie wsi. Opisano wówczas, iż w skład posiadłości hrabiego na terenie wchodziły dwór, zabudowania gospodarcze (m.in. karmnik, stajnia, wozownia, oficyna, obora, murowana piwnica, spichlerz, gumno, stodoła), a także młyn i 2 karczmy – w Słobódce i sąsiednim Zniesieniu – oddane w dzierżawę. Obszar gruntów dworskich – mi ogrodów, pól rolnych, łąk i lasów wynosił łącznie 677 morgi. Odnotowano również istnienie nieczynnych wówczas kamieniołomów.
W 1870 r. wieś liczyła 857 mieszkańców, 10 lat później statystyki wykazywały 941 mieszkańców, w tym 726 wyznania rzymskokatolickiego i 215 greckokatolickiego. Podział wyznaniowy wskazuje na narastającą w XIX w. przewagę ludności polskiej. W Słobódce istniała wówczas szkoła podstawowa z 1 etatem nauczyciela. Obszar nieruchomości dworskich wynosił 907 mórg, nieruchomości chłopskich – 1104 morgi. Właścicielem obszaru dworskiego była Paulina Łoś z hr. Baworowskich.

### Wiek XX
W okresie I wojny światowej Słobódka Janowska została zajęta przez wojska rosyjskie w dniu 22 sierpnia 1914 r. wskutek przełamania austro-węgierskich linii obronnych na Serecie. Teren całego powiatu trembowelskiego należał do obszarów Galicji najdłużej zajmowanych przez Rosjan w czasie I wojny światowej. Oddziały państw centralnych odzyskały go dopiero wskutek walk prowadzonych w dniach 19–23 lipca 1917 r. po załamaniu rosyjskiej tzw. ofensywy Kiereńskiego. W następnych latach wieś znalazła się w obszarze walk polsko-ukraińskich w 1919 r. (w szczególności w czasie ukraińskiej ofensywy czortkowskiej) oraz polsko-sowieckich podczas wojny w 1920 r. Mimo przetaczania się frontów wieś nie uległa większym zniszczeniom.
W nowo powstałej II Rzeczypospolitej Słobódka Janowska stanowiła początkowo samodzielną gminę wiejską obejmującą też Zniesienie wchodzącą w skład powiatu trembowelskiego i województwa tarnopolskiego. W dniu 1.08.1934 r. utworzono nową gminę w Janowie Trembowelskim obejmującą dotychczasowe gminy wiejskie Dereniówka, Dołhe, Janów, Młyniska i Słobódka Janowska.
W 1923 r. we wsi znajdowało się 249 budynków mieszkalnych, na podstawie spisu z dnia 30.09.1921 r. zamieszkiwało w niej 1260 osób, w tym 578 mężczyzn i 682 kobiety. Podział wyznaniowy kształtował się następująco: 1040 osób wyznania rzymskokatolickiego, 213 – greckokatolickiego i 7 wyznania mojżeszowego. Podział narodowościowy był zbliżony – 1085 podawało narodowość polską, 168 – rusińską (ukraińską) i 7 – żydowską.
Na podstawie spisu ludności przeprowadzonego w 1931 r. we wsi mieszkało 1153 Polaków i 143 Ukraińców, z tym, iż wyznaniowo podział był inny – 1083 wyznawców obrządku łacińskiego i 353 grekokatolików, podział wyznaniowy niewątpliwie wiarygodniej oddaje podział narodowościowy mieszkańców.
W okresie II Rzeczypospolitej nastąpił pewien rozwój wsi. Uruchomiono nieczynne w XIX w. kamieniołomy, we Słobódce działały 2 młyny, powstała cegielnia. W latach 30. przystąpiono do budowy kościoła katolickiego i zamierzano otworzyć dom ludowy. Z uwagi na uruchomienie w sąsiednim Janowie elektrowni wodnej zlokalizowanej na bocznym kanale Seretu mieszkańcy Słobódki podjęli starania w kierunku doprowadzenia do wsi energii elektrycznej. Do wybuchu II wojny światowej ustawiono przydrożne słupy do zamontowania planowanej instalacji elektrycznej, jednakże samej instalacji nie udało się już zamontować. Wybuch wojny przerwał też prace przy budowie kościoła katolickiego, budynek nie został wykończony w środku, natomiast były już w nim odprawiane nabożeństwa.

### II wojna światowa
We wrześniu 1939 r. Słobódka Janowska znalazła się w strefie okupacji Armii Czerwonej i wraz z całym województwem tarnopolskim została siłą wcielona do ZSRR. Okres okupacji sowieckiej zaznaczył się deportacjami części ludności polskiej, przymusową kolektywizacją oraz uaktywnieniem nacjonalistycznych nastrojów ludności ukraińskiej. Po ataku III Rzeszy na ZSRR utworzono konspiracyjną komórkę Armii Krajowej, jednocześnie wśród ukraińskojęzycznej części mieszkańców powstały struktury OUN, a następnie UPA. Przeprowadzony w warunkach okupacji niemieckiej i narastającego terroru UPA spis ludności w dniu 1 marca 1943 r. wykazał radykalnie odmienny podział narodowościowy mieszkańców – 434 Polaków i 417 Ukrainców. 
W czasie okupacji niemieckiej mieszkająca we wsi polska rodzina Skokunów ukrywała dwoje Żydów. W 1981 roku Instytut Jad Waszem podjął decyzję o przyznaniu Piotrowi Skokunowi oraz jego żonie Józefie i synowi Ludwikowi tytułów Sprawiedliwych wśród Narodów Świata.
W 1944 r. i 1945 r. doszło do serii napadów i zabójstw osób narodowości polskiej dokonanych przez bojówki UPA. Zginęło łącznie 26 osób, w tym Piotr Skokun. Największy napad na wieś miał miejsce w nocy 10/11 października 1944 r., gdy zamordowano łącznie 8 osób (w tym jedno dziecko w wieku 8 lat i kobietę w zaawansowanej ciąży). W Słobódce Janowskiej powstała miejscowa samoobrona ludności polskiej, utworzono ponadto Istriebitielnyj Batalion w pobliskim Budzanowie wspierający mieszkańców.

### Okres powojenny
W roku 1945 ze względu na trwający terror ze strony podziemia UPA i powojenne zmiany granic ludność polska w zdecydowanej większości wyjechała ze Słobódki, mieszkańcy wsi wyjeżdżali kilkoma różnymi transportami i osiedlili się kilku miejscach na Dolnym Śląsku – we wsi Czerwona Woda pow. Zgorzelec, Noraków i Piskorzyna pow. Wołów, Piława Dolna – pow. Dzierżoniów, a także na ziemi lubuskiej w okolicach Sulechowa (Trzebiechów, Smolno Wielkie) oraz Opolszczyźnie – Szybowice pow. Prudnik.
Do Słobódki natomiast przesiedlono z Polski 70 ukraińskich rodzin pochodzących ze wsi Dudyńce w powiecie sanockim oraz z miejscowości Bolestrycze, Wiśnik, Zawadka, Odrechowa, Pełne, Poława, Lubycza Królewska, Sufczyna, Cisna.
Obecnie Słobódka (Слобідка) tworzy jednostkę administracyjną z pobliskim Janowem (nazwa tej miejscowości uległa zmianie po 1960 r. – obecnie nazywa się Dołyna (Долина) i po 1945 utraciła prawa miejskie) tworząc wspólną radę wiejską w ramach rejonu trembowlańskiego. Ludność wsi w porównaniu z okresem przedwojennym zmniejszyła się do 441 osób. W czasach ZSRR miejscowość została zelektryfikowana, po powstaniu niepodległej Ukrainy doprowadzono gazociąg. Zbudowano również most na Serecie skracający dojazd do Janowa i Trembowli. Do chwili obecnej wieś nie posiada wodociągu i kanalizacji, źródłem zaopatrzenia w wodę są przydrożne studnie. Wszystkie drogi we wsi mają nawierzchnię szutrową.
Budowany w okresie przedwojennym kościół pozostawał w stanie surowym, w latach 90. ukończono go jako prawosławną cerkiew pw. św. Piotra i Pawła użytkowaną jako świątynia pomocnicza parafii w Janowie. Zachował się polski cmentarz, na którym znajduje się ponad 150 nagrobków.